# Монументальне мистецтво Здолбунівського району
Монументальне мистецтво Здолбунівський район